# 김성규 (1981년)
김성규(한국 한자: 金星圭, 1981년 6월 5일 ~ )는 대한민국의 전 축구 선수이며, 포지션은 공격수였다.

## 유소년 시절
유소년 시절 포항의 이동국 선수와 비교하며, 울산의 새 스타라면서 많은 기대를 받았었다. 전국고교축구대회에서 2경기 연속 해트트릭과 청소년 대표팀에 꾸준히 발탁되어 당시 당성증 스카우터는"근성과 집중력이 강하고 헤딩력이 뛰어나 수비형 미드필더로 크게 성공할 재목" 이라고 평가했다. 또한 청소년 대표팀에서는 센터백으로 주로 나왔징만 골키퍼를 제외하고는 모든 포지션이 소화가 가능하다고 한다.